# Stadio Monumental di Maturín
Lo stadio Monumental di Maturín (in spagnolo Estadio Monumental de Maturín), noto anche come La Joya, è un impianto calcistico di Maturín (Venezuela).
Con circa 52.000 posti a sedere è il più grande stadio venezuelano, oltre che uno dei più recenti, essendo stato inaugurato il 17 giugno 2007.
Edificato, in vista della Copa América 2007, nella zona industriale di Maturín, ha ospitato tre gare della rassegna continentale sudamericana.

Il 1º luglio sono andate in scena, una dopo l'altra, Brasile-Cile (vinta 3-0 dalla Seleção) e Messico-Ecuador (finita 2-1 per i centroamericani), ambedue valide per il gruppo B.

L'8 luglio vi ha nuovamente giocato la nazionale messicana, nel quarto che i centroamericani hanno vinto nettamente contro il Paraguay con un perentorio 6-0.
Dopo la Copa América è destinato a diventare teatro delle gare casalinghe del locale club calcistico, il Monagas Sport Club.